# À l'ammoniaque
Singles de PNL
Jusqu'au dernier gramme
(2017) 91's
(2018)
Pistes de Deux frères
91's
(5) Celsius
(7)
À l'ammoniaque est une chanson du groupe de rap français PNL, sortie le 22 juin 2018. Elle est le premier extrait de leur troisième album Deux frères. Le titre est certifié single de diamant.

## Histoire
N'ayant plus rien sorti depuis le clip Jusqu'au dernier gramme en juillet 2017, PNL dévoile le clip À l'ammoniaque qui atteindra plus de 9 millions de vues sur YouTube en 24h, ce qui en fait la 11ème vidéo la plus vue de l'histoire en 24h sur YouTube. À l'ammoniaque est le premier extrait de l'album Deux frères qui sort dix mois après la sortie de ce clip. Le clip atteint les 100 millions de vues fin mars 2020, soit près de deux ans après sa sortie.

## Classement
| Classement (2018)                       | Meilleure position |
| --------------------------------------- | ------------------ |
| Belgique (Wallonie Ultratop 50 Singles) | 14                 |
| France (SNEP)                           | 1                  |
| France (SNEP Megafusion)                | 1                  |
| Suisse (Schweizer Hitparade)            | 17                 |

## Certification
| Région | Certification | Ventes/Streams |
| ------ | ------------- | -------------- |
| France | Diamant       | 50 000 000     |

## Reprises
En 2020, la chanteuse québécoise, La Zarra, nous fait découvrir sa version mashup de à l'ammoniaque du groupe français PNL et de mon dieu d'Edith Piaf.
En mars 2021, la chanteuse pop Kalika sort le morceau Mon amour, mon ami, reprises du morceau éponyme de Marie Laforêt mixé au premier couplet ainsi que le refrain du morceau À l’ammoniaque de PNL.